# Dipòsit d'aigua d'Ultramort
El Dipòsit d'aigua d'Ultramort és una obra del municipi d'Ultramort (Baix Empordà) protegida com a bé cultural d'interès local.

## Descripció
El dipòsit d'aigua es troba en un petit promontori situat al nord-est del municipi i a 33, 1 m sobre el nivell del mar. Uns quant esglaons permeten accedir a la torre del dipòsit. A la base hi ha una caseta de planta rectangular i sostre pla que recull les instal·lacions de les canalitzacions que portaven l'aigua impulsada des dels pous. Aquest habitacle sustenta quatre pilars de formigó armat que aguanten el dipòsit pròpiament dit. Aquest és de forma cilíndrica i té un diàmetre aproximat de 6 m i una altura de 3,75. L'alçada total de l'estructura de la torre és d'uns 14,5 m.
L'aigua es captava de pous subterranis per mitjà d'unes bombes que la impulsaven fins al dipòsit i d'allà es distribueix per la xarxa de canalitzacions. Hi ha dues canonades principals, una per a la distribució i una altra per a la impulsió.

## Història
El dipòsit d'aigua fou construït el 1961 i estigué en funcionament fins al 2003. La torre del dipòsit està situada en el punt més alt del poble, allunyada simètricament del campanar de l'església de Santa Eulàlia i, per tant, destaca per la seva alçada.